# Emil Forsberg
Emil Peter Forsberg (phát âm tiếng Thụy Điển: [²fɔʂbærj], sinh ngày 23 tháng 10 năm 1991) là một cầu thủ bóng đá chuyên nghiệp người Thụy Điển hiện đang thi đấu ở vị trí tiền vệ tấn công hoặc tiền vệ cánh cho câu lạc bộ MLS New York Red Bulls và đội tuyển bóng đá quốc gia Thụy Điển.
Forsberg từng được bầu chọn là Tiền vệ xuất sắc nhất Thụy Điển năm 2016 và 2017. Anh là thành viên của đội tuyển Thụy Điển lọt vào tứ kết FIFA World Cup 2018. Forsberg được biết đến với phong cách chuyền bóng nhanh, hiệu quả và là một cầu thủ sáng tạo, nổi tiếng với khả năng tạo cơ hội và kiến tạo.

## Sự nghiệp câu lạc bộ

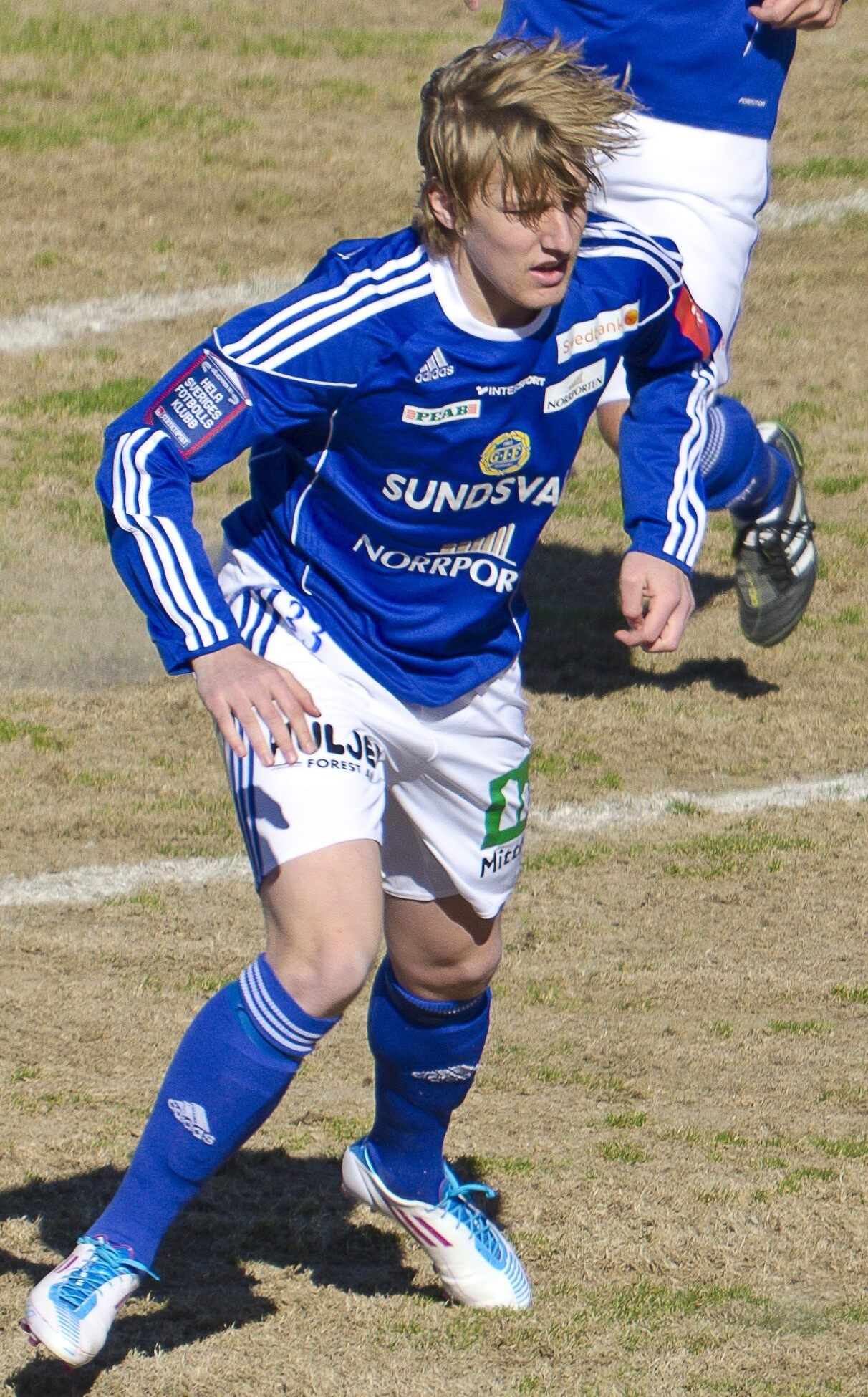
Forsberg chơi cho GIF Sundsvall năm 2011.

### GIF Sundsvall
Sinh ra ở Sundsvall, Forsberg bắt đầu sự nghiệp của mình với đội bóng quê nhà của mình và gia nhập đội hình một trong năm 2009 khi câu lạc bộ đang chơi giải hạng 2 của Thụy Điển.

### Malmö FF
Forsberg chơi cho Malmö vào năm 2013.
Vào ngày 10 tháng 12 năm 2012 Forsberg đã được ra mắt như là một cầu thủ Malmö FF. Anh gia nhập câu lạc bộ vào ngày 1 tháng 1 năm 2013 khi thị trường chuyển nhượng ở Thụy Điển mở. Forsberg đã ký hợp đồng 4 năm kéo dài cho đến cuối mùa giải 2016. Giai đoạn đầu tiên của anh tại câu lạc bộ đã rất thành công khi anh thi đấu 28 trận trong 30 trận và ghi 5 bàn cho câu lạc bộ khi họ giành chức vô địch. Anh cũng đã thi đấu tất cả các trận đấu cho câu lạc bộ trong giai đoạn chuẩn bị cho mùa giải 2013-14 của UEFA Europa League và ghi được hai bàn thắng. Trong mùa giải 2014 thành công của Malmö FF, Forsberg đã có 29 lần ra sân, ghi được 14 bàn và do đó là một phần quan trọng trong đội bảo vệ chức vô địch.

### RB Leipzig
Vào tháng 1 năm 2015, Forsberg đã gia nhập đội bóng Đức tại giải hạng 2 là RB Leipzig trong hợp đồng kéo dài ba năm rưỡi. Vào tháng 2 năm 2016, anh gia hạn hợp đồng của mình cho đến năm 2021. Trong mùa 2015-16, Forsberg đã được bình chọn là cầu thủ hay nhất ở giải hạng 2 Đức.

## Thống kê sự nghiệp

### Câu lạc bộ

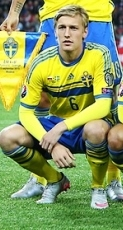
Forsberg trong màu áo đội tuyển bóng đá quốc gia Thụy Điển năm 2015.

Tính đến 19 tháng 12 năm 2023.
| Câu lạc bộ          | Giải đấu            | Giải đấu            | Giải đấu | Giải đấu | Cúp quốc gia | Cúp quốc gia | Châu Âu | Châu Âu | Khác | Khác | Tổng cộng | Tổng cộng |
| Câu lạc bộ          | Năm                 | Hạng                | Trận     | Bàn      | Trận         | Bàn          | Trận    | Bàn     | Trận | Bàn  | Trận      | Bàn       |
| ------------------- | ------------------- | ------------------- | -------- | -------- | ------------ | ------------ | ------- | ------- | ---- | ---- | --------- | --------- |
| Sundsvall           | 2009                | Superettan          | 19       | 1        | 1            | 0            | —       | —       | —    | —    | 20        | 1         |
| Sundsvall           | 2010                | Superettan          | 30       | 6        | 2            | 0            | —       | —       | 2    | 0    | 34        | 6         |
| Sundsvall           | 2011                | Superettan          | 27       | 11       | 2            | 3            | —       | —       | —    | —    | 29        | 14        |
| Sundsvall           | 2012                | Allsvenskan         | 21       | 6        | 1            | 0            | —       | —       | 1    | 0    | 23        | 6         |
| Sundsvall           | Tổng cộng           | Tổng cộng           | 97       | 24       | 6            | 3            | —       | —       | 3    | 0    | 106       | 27        |
| Medskogsbron (mượn) | 2009                | Division 3          | 2        | 2        | —            | —            | —       | —       | —    | —    | 2         | 2         |
| Malmö               | 2013                | Allsvenskan         | 28       | 5        | 4            | 0            | 6       | 2       | 1    | 2    | 39        | 9         |
| Malmö               | 2014                | Allsvenskan         | 29       | 14       | 5            | 2            | 12      | 2       | 1    | 1    | 47        | 19        |
| Malmö               | Tổng cộng           | Tổng cộng           | 57       | 19       | 9            | 2            | 18      | 4       | 2    | 3    | 86        | 28        |
| Leipzig             | 2014–15             | 2. Bundesliga       | 14       | 0        | 1            | 0            | —       | —       | —    | —    | 15        | 0         |
| Leipzig             | 2015–16             | 2. Bundesliga       | 32       | 8        | 1            | 0            | —       | —       | —    | —    | 33        | 8         |
| Leipzig             | 2016–17             | Bundesliga          | 30       | 8        | 1            | 0            | —       | —       | —    | —    | 31        | 8         |
| Leipzig             | 2017–18             | Bundesliga          | 21       | 2        | 1            | 1            | 7       | 2       | 1    | 0    | 30        | 5         |
| Leipzig             | 2018–19             | Bundesliga          | 20       | 4        | 4            | 2            | 5       | 1       | 0    | 0    | 29        | 7         |
| Leipzig             | 2019–20             | Bundesliga          | 22       | 5        | 1            | 1            | 8       | 4       | 0    | 0    | 31        | 10        |
| Leipzig             | 2020–21             | Bundesliga          | 27       | 7        | 5            | 1            | 7       | 1       | —    | —    | 39        | 9         |
| Leipzig             | 2021–22             | Bundesliga          | 31       | 6        | 5            | 1            | 10      | 4       | —    | —    | 46        | 11        |
| Leipzig             | 2022–23             | Bundesliga          | 30       | 6        | 4            | 2            | 8       | 0       | —    | —    | 43        | 9         |
| Leipzig             | 2023–24             | Bundesliga          | 14       | 2        | 1            | 1            | 6       | 1       | 1    | 0    | 22        | 4         |
| Leipzig             | Tổng cộng           | Tổng cộng           | 243      | 48       | 24           | 9            | 56      | 14      | 2    | 0    | 325       | 71        |
| Tổng cộng sự nghiệp | Tổng cộng sự nghiệp | Tổng cộng sự nghiệp | 400      | 93       | 39           | 14           | 74      | 18      | 7    | 3    | 520       | 128       |

### Đội tuyển quốc gia
Tính đến ngày 19 tháng 11 năm 2023.
| Đội tuyển quốc gia | Năm       | Trận | Bàn |
| ------------------ | --------- | ---- | --- |
| Thụy Điển          | 2014      | 5    | 0   |
| Thụy Điển          | 2015      | 8    | 1   |
| Thụy Điển          | 2016      | 11   | 2   |
| Thụy Điển          | 2017      | 8    | 3   |
| Thụy Điển          | 2018      | 10   | 1   |
| Thụy Điển          | 2019      | 7    | 1   |
| Thụy Điển          | 2020      | 5    | 0   |
| Thụy Điển          | 2021      | 14   | 7   |
| Thụy Điển          | 2022      | 10   | 4   |
| Thụy Điển          | 2023      | 8    | 2   |
| Tổng cộng          | Tổng cộng | 86   | 21  |

#### Bàn thắng quốc tế
| #   | Ngày                 | Địa điểm                                      | Đối thủ    | Bàn thắng | Kết quả | Giải đấu                      |
| --- | -------------------- | --------------------------------------------- | ---------- | --------- | ------- | ----------------------------- |
| 1.  | 14 tháng 11 năm 2015 | Friends Arena, Solna, Thụy Điển               | Đan Mạch   | 1–0       | 2–1     | Vòng loại UEFA Euro 2016      |
| 2.  | 5 tháng 6 năm 2016   | Friends Arena, Solna, Thụy Điển               | Wales      | 1–0       | 3–0     | Giao hữu                      |
| 3.  | 11 tháng 11 năm 2016 | Stade de France, Saint-Denis, Pháp            | Pháp       | 1–0       | 1–2     | Vòng loại FIFA World Cup 2018 |
| 4.  | 25 tháng 3 năm 2017  | Friends Arena, Solna, Thụy Điển               | Belarus    | 1–0       | 4–0     | Vòng loại FIFA World Cup 2018 |
| 5.  | 25 tháng 3 năm 2017  | Friends Arena, Solna, Thụy Điển               | Belarus    | 2–0       | 4–0     | Vòng loại FIFA World Cup 2018 |
| 6.  | 3 tháng 9 năm 2017   | Borisov Arena, Barysaw, Belarus               | Belarus    | 1–0       | 4–0     | Vòng loại FIFA World Cup 2018 |
| 7.  | 3 tháng 7 năm 2018   | Sân vận động Krestovsky, Sankt-Peterburg, Nga | Thụy Sĩ    | 1–0       | 1–0     | World Cup 2018                |
| 8.  | 8 tháng 9 năm 2019   | Friends Arena, Solna, Thụy Điển               | Na Uy      | 1–1       | 1–1     | Vòng loại UEFA Euro 2020      |
| 9.  | 5 tháng 6 năm 2021   | Friends Arena, Solna, Thụy Điển               | Armenia    | 1–0       | 3–1     | Giao hữu                      |
| 10. | 18 tháng 6 năm 2021  | Sân vận động Krestovsky, Sankt-Peterburg, Nga | Slovakia   | 1–0       | 1–0     | UEFA Euro 2020                |
| 11. | 23 tháng 6 năm 2021  | Sân vận động Krestovsky, Sankt-Peterburg, Nga | Ba Lan     | 1–0       | 2–2     | UEFA Euro 2020                |
| 12. | 23 tháng 6 năm 2021  | Sân vận động Krestovsky, Sankt-Peterburg, Nga | Ba Lan     | 2–0       | 2–2     | UEFA Euro 2020                |
| 13. | 29 tháng 6 năm 2021  | Hampden Park, Glasgow, Scotland               | Ukraina    | 1–1       | 1–1     | UEFA Euro 2020                |
| 14. | 9 tháng 10 năm 2021  | Friends Arena, Solna, Thụy Điển               | Kosovo     | 1–0       | 3–0     | Vòng loại FIFA World Cup 2022 |
| 15. | 12 tháng 10 năm 2021 | Friends Arena, Solna, Thụy Điển               | Hy Lạp     | 1–0       | 2–0     | Vòng loại FIFA World Cup 2022 |
| 16. | 2 tháng 6 năm 2022   | Sân vận động Stožice, Ljubljana, Slovenia     | Slovenia   | 1–0       | 2–0     | UEFA Nations League 2022–23   |
| 17. | 12 tháng 6 năm 2022  | Sân vận động Ullevaal, Oslo, Na Uy            | Na Uy      | 1–2       | 2–3     | UEFA Nations League 2022–23   |
| 18. | 27 tháng 9 năm 2022  | Friends Arena, Solna, Thụy Điển               | Slovenia   | 1–1       | 1–1     | UEFA Nations League 2022–23   |
| 19. | 19 tháng 11 năm 2022 | Sân vận động Malmö, Malmö, Thụy Điển          | Algérie    | 1–0       | 2–0     | Giao hữu                      |
| 20. | 27 tháng 3 năm 2023  | Friends Arena, Solna, Thụy Điển               | Azerbaijan | 1–0       | 5–0     | Vòng loại UEFA Euro 2024      |
| 21. | 19 tháng 11 năm 2023 | Friends Arena, Solna, Thụy Điển               | Estonia    | 2–0       | 2–0     | Vòng loại UEFA Euro 2024      |

## Danh hiệu

Forsberg chơi cho Malmö FF năm 2013.

Malmö FF
- Allsvenskan: 2013, 2014
- Svenska Supercupen: 2013, 2014

#### RB Leipzig
- DFB-Pokal: 2021–22, 2022–23
- DFL-Supercup: 2023